# Sarah Longwell

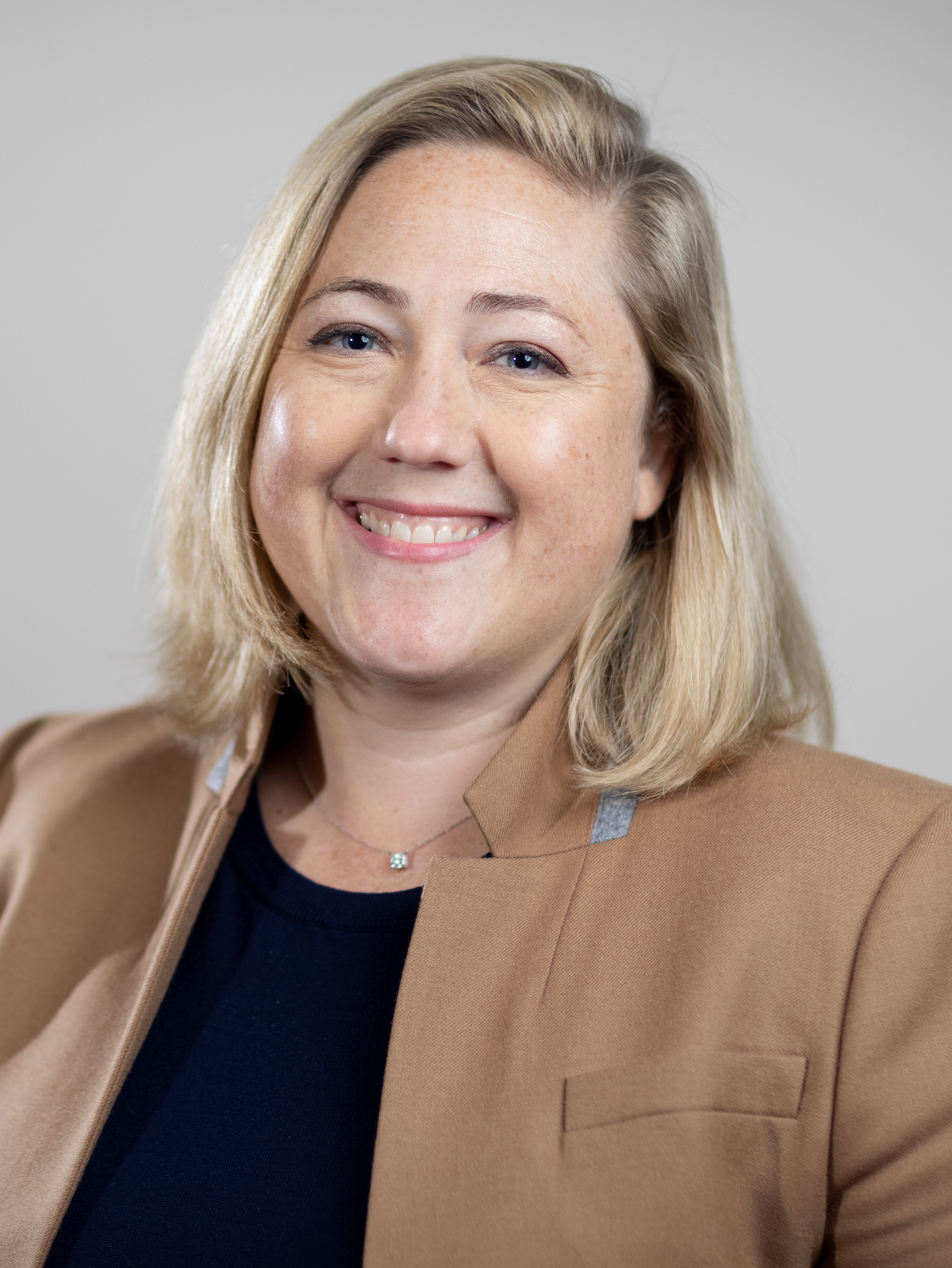
Sarah Longwell (2022)

Sarah Longwell (* in Pennsylvania) ist eine US-amerikanische politische Strategin und Herausgeberin der zentristischen Nachrichten- und Meinungswebsite The Bulwark. Als Mitglied der Republikanischen Partei ist sie die Gründerin der Anti-Trump-Bewegung Republican Voters Against Trump (jetzt: Republican Accountability Project), das Millionen von Dollar ausgab, um den damalig amtierenden Präsidenten Donald Trump im Jahr 2020 zu besiegen. Laut The New Yorker hat Longwell „ihre Karriere dem Kampf gegen Trumps Übernahme ihrer Partei gewidmet.“

## Frühes Leben und Ausbildung
Sarah Longwell wuchs in einer zentral in Pennsylvania gelegenen, mehrheitlich republikanischen Stadt auf. Sie machte 2002 ihren Abschluss am Kenyon College, wo sie Politikwissenschaft studierte.

## Karriere
Nach ihrem Abschluss am Kenyon College im Jahr 2002 arbeitete Longwell für das Intercollegiate Studies Institute, ein konservativer Bildungsförderer in Delaware.
2005 zog Longwell nach Washington, D.C., wo sie eine Stelle bei Richard Berman fand, einem republikanischen Lobbyisten und späteren PR-Experten, der mehrere von der Industrie finanzierte gemeinnützige Lobby- und PR-Organisationen leitet. In den folgenden 15 Jahren arbeitete sie bei Berman and Company und wurde Senior Vice President und Kommunikationsdirektorin und leitete Medienkampagnen zu einer breiten Palette politischer Themen. Longwell diente auch als Geschäftsführerin des American Beverage Institute, einer von Berman gegründeten Handelsvereinigung, die im Namen der Alkoholindustrie lobbyiert, indem sie beispielsweise argumentiert, dass die Risiken des Trunkenheitsfahrens übertrieben werden und die erlassenen Gesetze zur Reduzierung dessen unwirksam oder unangemessen sind und sich gegen die Senkung der Blutalkoholkonzentrationsgrenze für das Fahren unter Einfluss psychoaktiver Substanzen in Utah ausspricht. Laut Berman hatte „Sarah stets ein Messer zwischen den Zähnen“.
Longwell wurde auch die erste weibliche nationale Vorstandsvorsitzende der Log Cabin Republicans (LCR), einer der Republikanischen Partei nahestehenden, landesweiten Organisation der LGBT-Bewegung. Longwell spielte eine entscheidende Rolle dabei, die Log Cabin Republicans davon zu überzeugen, den damaligen Präsidentschaftskandidaten Donald Trump im Jahr 2016 nicht zu unterstützen. Im Jahr 2019 wurde der damalige Präsident Trump dennoch zur Wiederwahl unterstützt, weshalb Longwell als Vorstandsvorsitzende zurücktrat.
Im selben Jahr verließ Longwell Berman and Company, um ihre eigene Kommunikationsfirma, Longwell Partners, mit Hauptsitz in Washington, D.C., zu gründen. Sie wurde auch Herausgeberin von The Bulwark, einer zentristischen Website, die sich gegen die Agenda des damaligen Präsidenten Trump richtet und eine moderate Koalition aus traditionellen Konservativen und Libertären zusammenbringt.
Longwell ist eine prominente Stimme in der Never-Trump-Bewegung. Sie spielte eine entscheidende Rolle bei der Gründung von Defending Democracy Together, einer Dachorganisation für Republican Voters Against Trump, Republicans for the Rule of Law und anderen Anti-Trump-Projekten. Longwell setzte sich für die Amtsenthebung und Entfernung des damaligen Präsidenten Trump im Jahr 2019 ein und für seine Amtsenthebung und Verurteilung im Jahr 2021.

## Defending Democracy Together
Im Jahr 2017 wurde Longwell eingeladen, an einer Sitzung des Meeting of the Concerned teilzunehmen, einer quasi-geheimen Gruppe von Republikanern, die mit der Richtung unzufrieden waren, die ihre Partei eingeschlagen hatte. Dort traf sie Bill Kristol. Nach der Entlassung des FBI-Direktors James B. Comey, die die Mueller-Untersuchung auslöste, gründeten Kristol und Longwell die Gruppe Republicans for the Rule of Law. Im Jahr 2018 startete sie eine gemeinnützige Organisation als Reaktion auf die Angriffe des damaligen Präsidenten Donald Trump auf Robert Mueller.
Während der Wahl 2020 sammelten die Republican Voters Against Trump Zeugnisse von ehemaligen Trump-Unterstützern und anderen Republikanern, die sich gegen die Präsidentschaft Trumps aussprachen. Die Gruppe gab mehr als 35 Millionen Dollar aus, um Präsident Trump entgegenzuwirken, indem sie diese Zeugnisse über soziale Medienwerbung, Plakatkampagnen und andere Taktiken in entscheidenden Bundesstaaten förderte. In Longwells Worten: „Die Menschen wollen gezählt werden, sie wollen offiziell festhalten, dass sie in diesem Moment gegen Trump aufgestanden sind.“
Nach Trumps Niederlage bei der Wahl 2020 benannte sich Republican Voters Against Trump in Republican Accountability Project um und zielte auf Republikaner ab, die Falschheiten über die Integrität der Wahl verbreiteten. Im Januar 2021 startete die Gruppe eine Plakatkampagne im Wert von 1 Million Dollar, die den Minderheitsführer des Repräsentantenhauses, Kevin McCarthy (R-CA), Senator Ted Cruz (R-TX) und andere dazu aufforderte, zurückzutreten, weil sie Trump im Vorfeld der Kapitol-Unruhen am 6. Januar weiterhin unterstützten. Wie Longwell es formulierte: „Das Ziel ist, diesen Beamten nicht zu erlauben, die Tatsache zu vergessen, dass sie diese Lüge verbreitet haben, die den Angriff auf das Kapitol angestiftet hat.“

## The Bulwark
Im Jahr 2018 startete Longwell mit Hilfe von Kristol und dem konservativen Radiomoderator Charlie Sykes die Website The Bulwark, eine zentristische Meinungswebsite. Ursprünglich als Nachrichtenaggregator mit Anti-Trump-Inhalten gestartet, wurde die Website für Nachrichten und Meinungen umgestaltet, die Mitarbeiter der mittlerweile eingestellten The Weekly Standard editiert haben. Bis 2019 hatte The Bulwark etwa 1 Million Dollar gesammelt, um ein „rationales, nicht-Trumpistisches Forum“ zu etablieren.
Als Herausgeberin von The Bulwark schreibt Longwell oft Gastkolumnen für die Website, analysiert die politischen Nachrichten des Tages und stellt sich gegen die Pro-Trump-Bewegung. Im Februar 2021 beklagte sie die Rolle bestimmter Republikaner bei den Kapitol-Unruhen und forderte die Amerikaner auf, „niemals zu vergessen, wer die Feinde der Demokratie waren.“ Longwell unterstützt einen „prinzipientreuen Konservatismus“ und behauptet: „die Hoffnung ist nicht verloren, die Menschen sind größtenteils gut (unabhängig davon, wen sie wählen), und dass es Amerika gut gehen wird.“
Longwell ist auch Co-Moderatorin des Secret Podcast mit Jonathan V. Last, des Next Level Podcast mit Last und Tim Miller sowie von George Conway Explains mit George Conway.

## Persönliches Leben
Sarah Longwell lebt offen lesbisch, sie heiratete 2013. Im Jahr 2016 bekamen Longwell und ihre Frau ihr erstes Kind.